# クレサーク (小惑星)
クレサーク (1849 Kresák) は小惑星帯に位置する小惑星。ドイツのハイデルベルクで、カール・ラインムートによって発見された。
スロバキアの天文学者で、生涯で2つの彗星を発見したルボール・クレサーク (en:Ľubor Kresák) に因んで命名された。